# Rete europea del turismo di villaggio

il nuovo marchio genuineland

La rete europea del turismo di villaggio è un progetto turistico basato sull'identità dei piccoli paesi; ha come obiettivo la valorizzazione del loro patrimonio culturale, architettonico e naturale rimanendo a stretto contatto con la popolazione e l'ambiente circostante.
Lo scopo principale del progetto è l'elaborazione di una metodologia condivisa con i paesi partner dell'iniziativa, per permettere lo sviluppo in chiave turistica delle comunità coinvolte.
La rete si rivolge a tutti coloro che vanno alla ricerca di un turismo di esperienza e che vogliono scoprire la tradizione, l'autenticità, i miti e l'immaginario, attraverso segni e testimonianze presenti sul territorio.

## Turismo di villaggio
Nel contesto della rete il "villaggio" è un nucleo rurale dotato di patrimonio naturale, paesaggistico e di cultura tradizionale assieme alla capacità di attirare e ospitare visitatori. Il turismo di villaggio è un nuovo modello di sviluppo turistico sostenibile che indaga la possibilità di attribuire pari attenzione sia al fattore naturalistico che a quello culturale rispettando anche i principi del turismo responsabile.
Questa forma di turismo rispecchia le necessità di diverse aree di confine geografico o culturale, caratterizzate da marginalità sociale ed economica, lontane dai circuiti turistici tradizionali, che si sono unite nel progetto europeo denominato “Rete Europea del Turismo di Villaggio”. Il progetto ha permesso di condividere problemi simili e di creare pratiche comuni in vista di uno sviluppo sostenibile delle aree coinvolte.

## Storia
L'idea di una rete è nata all'interno dell'iniziativa comunitaria Recite II (REgion and CITies of Europe) lanciata nel 1996 dalla Commissione europea per favorire la cooperazione interregionale interna.
Nella cornice di Recite II a partire dal 1999 è stato realizzato il progetto “Learning Sustainability – Imparare la sostenibilità”, che ha visto coinvolti partner dalla Provincia Autonoma di Trento (Italia), dalla Lapponia (Finlandia) e dall'Alentejo (Portogallo). L'obiettivo principale era quello di migliorare ed aumentare le competenze delle regioni in vista di uno sviluppo sostenibile delle aree marginali, che nel contesto dell'Unione europea sono state individuate nelle aree montane, nelle aree artiche, nelle aree mediterranee meridionali e, successivamente, anche un crescente numero di territori in un'Europa in espansione. 
All'interno dell'area turistica le tre regioni hanno individuato nel “villaggio” l'elemento comune che desse maggior valore alle rispettive esperienze creando unità d'azione; a partire da questa idea comune i partner hanno elaborato il concetto di “village tourism” (turismo di villaggio) e la visione di una rete, inizialmente regionale in Alentejo, Trentino e Lapponia, da estendere poi a livello internazionale: una rete europea di turismo di villaggio.
Nel settembre 2002, durante la conferenza finale di “Learning Sustainability” tenutasi a Trento, l'ipotesi si è concretizzata con l'approvazione di un progetto triennale finanziato dall'Unione Europea, all'interno del programma Interreg III C Sud (2003-2006), il cui capofila è la Região Turismo de Évora. 
Il progetto prevedeva che al termine del triennio 2003-2006 la Rete fosse in grado di proseguire il proprio cammino in modo autonomo ed indipendente, anche economicamente, e che ogni realtà coinvolta finanziasse il suo inserimento nella Rete attraverso la creazione di nuovi organismi, in modo che l'intero progetto si sostenesse da solo. 
Il 30 settembre 2006, dunque, è finita la copertura finanziaria dell'Unione Europea. A livello europeo si è costituito un organo di gestione con sede ad Evora, la cui priorità è la commercializzazione del prodotto “Rete Europea del Turismo di Villaggio” attraverso il nuovo marchio “Genuineland”. 
Nel giugno 2007 il progetto è stato insignito del premio Ulysses Award, che annualmente viene conferito dalla World Tourism Organization per le più innovative esperienze nel settore turistico condotte da Organizzazioni non Governative.

## Paesi
Per ogni paese coinvolto nel progetto si è svolta un'analisi approfondita del territorio dal punto di vista economico, sociale, ambientale, antropologico attraverso la quale definire linee guida di intervento e di sviluppo in conformità ai principi dello sviluppo sostenibile dettati dall'Agenda 21. Le regioni che hanno aderito al progetto sono: Alentejo (Portogallo), Arad (Romania), Łomża (Polonia), Lapponia (Finlandia) e Trentino (Italia).

## Principi
Il principio cardine attorno a cui ruota l'intero progetto è quello dello sviluppo sostenibile e integrato che faccia perno sul turismo, per favorire il miglioramento delle condizioni socio-economiche delle popolazioni rurali, di montagna e delle aree marginali in modo da limitare il fenomeno dell'abbandono e della perdita di identità di intere comunità.
L'assegnazione dei fondi comunitari a programmi d'azione è vincolata dall'Unione Europea da una serie di criteri di preferenza, cioè delle linee guida che devono essere presenti in tutti i progetti e che fissano una metodologia da seguire. Tali criteri rappresentano le basi dell'intero progetto “Rete Europea del Turismo di Villaggio” e possono essere così sintetizzati: approccio bottom-up, cioè dal basso verso l'alto; progettazione partecipata con il conseguente coinvolgimento diretto delle comunità locali in tutte le fasi del lavoro; accrescimento delle pari opportunità nei confronti di categorie disagiate quali ad esempio donne, minoranze etniche e linguistiche; coinvolgimento e sviluppo economico, sociale, culturale di aree marginali all'interno del progetto, cioè recupero e rivalutazione di tutte le potenzialità turistiche del villaggio; individuazione degli utenti finali del progetto, al fine di poter strutturare i percorsi e la modalità di fruizione sulla base dell'utenza prevista; sostenibilità del progetto; diffusione delle informazioni, individuando modalità di comunicazione che vadano a raggiungere tutti gli attori del territorio in cui si lavora; incentivare le piccole realtà artigianali locali e tipiche per garantire loro uno sviluppo economico e un'integrazione nei percorsi e nelle fasi di realizzazione del progetto.

## Obiettivi
L'obiettivo generale della rete europea del turismo di villaggio è di promuovere lo sviluppo sostenibile utilizzando il turismo come strumento catalizzatore per l'integrazione e la sostenibilità. L'intento è di promuovere lo sviluppo del turismo nei villaggi coinvolti e nelle regioni partecipanti, in conformità al concetto di turismo di villaggio e turismo dell'immaginario, creando una struttura sostenibile per la cooperazione europea.
L'obiettivo finale prevedeva l'elaborazione di un Piano Strategico per la gestione della Rete Europea del Turismo di Villaggio, una volta conclusasi la fase supportata finanziariamente dall'Unione europea, ovvero la costituzione di un'associazione internazionale, della quale fossero soci fondatori i partner europei del progetto e di diverse associazioni regionali, e alla quale potessero prendere parte comuni, imprenditori, enti turistici, sponsor e altri.

## Organizzazione interna del progetto
La struttura del progetto prevede cinque componenti, ognuno dei quali opera in sinergia e in stretto contatto con gli altri sotto la regia del partner leader, ma avendo specifiche responsabilità.
Il partner leader è la Região Turismo de Évora (Alentejo, Portogallo) che si occupa della gestione complessiva dell'iniziativa. Ad ognuno degli altri partner è stato attribuito un incarico specifico all'interno del progetto: l'Università di Évora e il Dipartimento Regionale dell'Agricoltura dell'Alentejo coordinano la parte di analisi e redazione dei Village Plans (piani di villaggio); il CEALP del Monte Bondone si occupa dell'animazione del progetto; il Consorzio BIM Brenta è responsabile della promozione; la Contea di Zbójna nel distretto di Łomża e il Dipartimento Politiche Sociali e Comunitarie di Arad gestiscono gli aspetti di informazione e comunicazione; l'Università della Lapponia infine coordina gli interventi formativi.
I principi e gli obiettivi della Rete Europea del Turismo di Villaggio si sono concretizzati all'interno degli ambiti d'azione di ognuna delle regioni coinvolte in una serie di eventi e progetti.